# Kamasutra (manga)
Kamasutra (カーマスートラ?, Kāmasūtora) è un manga creato da Gō Nagai e Kunio Nagatani e pubblicato nel 1990. È stato poi adattato in un OAV di genere hentai intitolato Kamasutra (究極のSEXアドベンチャー カーマスートラ-?, Kyūkyoku no Sekkusu Adobenchā Kāmasūtora) della durata di 43 minuti nel 1992.
Tutta la vicenda è impregnata in un'atmosfera mitologica e si svolge all'interno delle antiche credenze indù: vengono nominati molte figure dell'antica religione indiana e buddhista, come i Nāga, Rudra, Shakti, Tantra, oltre al mito celtico occidentale del Graal.

## Trama
Il dr. Aikawa si sta occupando della vita d'un'antica principessa indiana (secondo il mito nascosta e sepolta in un luogo inaccessibile ai più); contemporaneamente anche un arcaico culto del continente, i Naga, sono alla sua ricerca. Ryu, il nipote di Aikawa, viene coinvolto quando dei misteriosi ladri s'introducono di soppiatto nella casa del nonno in cerca d'informazioni riguardanti la principessa: prima di fuggire riescono ad aggredire Ryu e la sua fidanzata Yukari.
Ryu si trova così a dover affrontar il viaggio in direzione dell'India per cercar d'aiutar il nonno; lì incontra la sua assistente Shakty, la quale lo introduce ad alcune delle tecniche erotiche presenti nel famoso testo indiano Kamasutra. Mentre entrambi si dilettano così a sperimentare nuove posizioni sessuali, vengono improvvisamente rapiti; suo nonno con l'aiuto di Indy Yakko riusciranno però a salvarli.
In seguito il Dr. Aikawa riesce ad entrar in possesso niente meno che del Santo Graal, e con esso è in grado di individuare e recuperare il corpo in stato d'ibernazione di Surya, la fantomatica principessa dell'India, che fino ad allora aveva riposato nella regione dell'Himalaya. Utilizzando il Santo Graal fa rivivere Surya!
Nel frattempo il vecchio maestro a capo dei Naga, non essendo riuscito ad ottenere il Santo Graal e con esso l'elisir di lunga vita, muore: la guida della tribù viene quindi assunta dal giovane principe. Questi riuscirà a rapire Surya, nell'intenzione d'ottenere da lei i suoi "succhi dell'amore" per utilizzarli assieme al Graal e così potenziarlo ancor più.
Il principe cerca quindi d'ottener il Santo Graal e riesce nel suo intento scambiando la principessa prigioniera con esso: dopo esser riuscito ad ottenerlo manda Hige Godzilla da Yukari e Ryu con l'ordine di sbarazzarsene una volta per tutte. Yakko è tuttavia in grado di rintracciarli e li salva, prima d'esser schiacciato da una trappola. Durante la fuga debbon confrontarsi col principe dei Naga, che dà loro un assaggio della propria forza scagliandogli contro il suo potere mistico: nonostante ciò si salvano; però Surya torna nelle mani dei Naga.
Il principe, ora in possesso d'entrambi, decide di celebrare il proprio sposalizio con Surya, ma viene interrotto da un attacco paramilitare portato avanti da un gruppo di occidentali. Il principe fugge ma è presto inseguito da Yakko, Ryu e dal Dr. Aikawa; ma con l'aiuto della portentosa forza e potenza concessagli dal Graal, il principe riesce ad oltrepassare la porta invisibile che conduce a Shambhala e scompare agli occhi del mondo.
Il Dr. Aikawa riesce presto a trovare un modo alternativo per passar la porta magica, utilizza cioè la controparte oscura del Gral, ovvero la cosiddetta "tazza della morte". Giunti di là i nostri eroi si ritrovano impegnati in una battaglia all'ultimo sangue contro il principe Naga, che infine rimane sconfitto ed ucciso.
A questo punto, finalmente liberi e soli, Suryua e Ryu s'impegnano in un appassionato rapporto sessuale, mettendo in pratica tutti gli insegnamenti dell'antico libro indù ed eseguendo una dopo l'altra tutte e 48 le posizioni descritte. Poi tutti assieme riescono a tornare indietro, sempre con l'aiuto del Graal. Verrà infine restituito al suo luogo d'origine.

## Personaggi
Ryu Aikawa (阿井川 竜?, Aikawa Ryū)
L'eroe della storia, è un bell'uomo ma decisamente ancora sessualmente inesperto: durante il corso degli eventi gli vengono via via insegnate le varie tecniche descritte nel Kamasutra. Nell'anime egli è la reincarnazione di Gopal, un antico cavaliere il cui compito era quello di proteggere la principessa Surya.
Surya (スーリャ姫?, Sūrya-hime)
Una misteriosa principessa che detiene il segreto della vita eterna. Nell'anime risulta essere a conoscenza dell'identità di Ryu nella sua vita precedente.
Shakty (シャクティ?, Shakutei)
Assistente del Dr. Aikawa e sua amante. Sarà la prima ad introdurre Ryu nell'arte del Kamasutra.
Dr. Takeshi Aikawa (阿井川猛博士?, Aikawa Takeshi Hakase)
Nonno di Ryu e archeologo di fama internazionale che sta dietro la scoperta dei segreti della principessa Surya. Nel manga s'impegna costantemente in acrobatici atti sessuali con Shakty.
Hige Godzilla (ヒゲゴジラ?, Hige Gojira)
Personaggio presente già in Yadamon e Harenchi Gakuen. In questa storia sta aiutando la tribù Nāga(-serpenti) e funge da principale scagnozzo del principe.
Il vecchio maestro (老師?, Rōshi)
Leader della tribù dei Naga: un uomo anziano con spiccate caratteristiche che lo fanno assomigliar ad un serpente. Egli cerca ossessivamente di venir a conoscenza del segreto del Santo Graal e per tal motivo vuol catturare Surya a tutti i costi.
Yukari Tsuji (辻ユカリ?, Tsuji Yukari)
La ragazza di Ryu.
Indy Yakko (インディやっこ?, Indei Yakko)
Una parodia comica di Indiana Jones; egli aiuta con notevole successo Ryu durante il corso della storia.
Principe dei Naga (ナーガのプリンス?, Nāga no Purinsu)
Noto anche come Rudran (ルドラン?) o Rudracin (ルドラシン?, Rudorashin), è il principale antagonista. Dopo la morte del vecchio maestro, egli cerca di catturare Surya con l'intento di realizzare per sé il sogno della vita eterna. Era un tenente della marina fino a che non assume il ruolo di leader della tribù dei Naga; nell'anime risulta implicito ch'egli sia la reincarnazione di colui che assassinò Ryu nella sua precedente vita.

## OAV
L'OAV presenta una trama ridotta e leggermente modificata rispetto al manga: la storia inizia difatti nel momento in cui il corpo congelato di Surya viene alla luce. Il Santo Graal viene poi indicato come la "coppa del sesso"; i costanti rapporti sessuali tra Shakty e il dr. Aikawa nell'anime non vengono menzionati.
Nell'anime gli Dèi indù affidano a Surya la missione di salvare l'umanità dalla distruzione.